# Yajurveda
Der Yajurveda (Sanskrit, m., यजुर्वेद, yajurveda, yajus = „Opferspruch“) ist einer der vier Veden, der heiligen Texte des Hinduismus. Er enthält die Opferformeln oder Mantras, die der Adhvaryu, einer der Priester im vedischen Opferritual, beherrschen muss. Zwei Fassungen des Yajurveda sind überliefert, der „weiße“ (śukla) und der „schwarze“ (kṛṣna) Yajurveda.
Jeder der vier Veden – das sind Rigveda, Samaveda, Atharvaveda und Yajurveda – umfasst vier Textschichten. Die älteste Schicht sind jeweils die Samhitās (Hymnen), die nächste Schicht sind die Brāhmaṇas (Ritualtexte), dann kommen die Āraṇyakas (Waldtexte) und zuletzt die Upanishaden (philosophische Lehren).
Anders als bei den anderen drei Veden sind die zum schwarzen Yajurveda gehörenden Brāhmaṇas (Erläuterungen zur Opfertheologie) nicht getrennt abgefasst, sondern mit dem Text des Veda selbst verwoben. Für den schwarzen Yajurveda gibt es die folgenden jeweils zu einer Schule gehörenden Sammlungen: die Kapishthala-Samhita, die Kathaka-Samhita, die Maitrayani-Samhitā und die Taittirīya Samhitā (allerdings ist auch ein Taittirīya-Brāhmaṇa als eigenständiger Text überliefert, das aber nicht das Brāhmaṇa zur Samhitā ist). Beim weißen Yajurveda sind Samhitā und Brāhmaṇa dagegen getrennt. Dabei gibt es zwei Schulen, Kanva und Madhyandina, zu denen jeweils das Shatapatha-Brāhmana gehört.